# Henrik Lundgaard
Henrik Lundgaard (ur. 26 lutego 1969 w Hedensted) – duński kierowca rajdowy. Był mistrzem Europy w 2000 roku i czterokrotnym mistrzem Danii.
W 1995 roku Lundgaard zadebiutował w Rajdowych Mistrzostwach Świata. Pilotowany przez Freddy'ego Pedersena i jadący Oplem Calibrą Turbo 4x4 nie ukończył wówczas Rajdu Monte Carlo z powodu awarii przekładni. 2 lata później zajął 6. miejsce w tej imprezie, najwyższe w swojej karierze podczas występów w Mistrzostwach Świata. W 2001 roku wziął udział w rywalizacji zespołów fabrycznych w Mistrzostwach Świata. Wygrał w niej Rajd Szwecji, Rajd Grecji oraz Rajd San Remo i został mistrzem świata tej serii. Łącznie wystartował w 17 rajdach Mistrzostw Świata  i zdobył w nich 1 punkt.
W 2000 roku Lundgaard startując z pilotem Jensem Christianem Ankerem wywalczył tytuł rajdowego Mistrza Europy. W tamtej edycji mistrzostw wygrał 5 rajdów: Rajd Polski, Rajd Ypres, Rajd Niemiec, Rajd Chalkidiki i Rajd Turcji. Swoje sukcesy osiągał także w mistrzostwach Danii. Czterokrotnie zdobywał tytuł mistrzowski w latach 1993, 1994, 1997 i 1998.
Po zakończeniu kariery rajdowca Lundgaard rozpoczął starty w mistrzostwach Danii samochodów turystycznych. W 2004 i 2008 roku wywalczył tytuł mistrzowski.

## Występy w mistrzostwach świata
| Rok  | Rajd                   | Pilot                | Samochód               | Pozycja      |
| ---- | ---------------------- | -------------------- | ---------------------- | ------------ |
| 1995 | Rajd Monte Carlo       | Freddy Pedersen      | Opel Calibra Turbo 4x4 | nie ukończył |
| 1997 | Rajd Monte Carlo       | Freddy Pedersen      | Toyota Celica GT-Four  | 6. miejsce   |
| 1998 | Rajd Monte Carlo       | Freddy Pedersen      | Toyota Celica GT-Four  | nie ukończył |
| 1998 | Rajd Wielkiej Brytanii | Henrik Vestergaard   | Toyota Corolla WRC     | nie ukończył |
| 1999 | Rajd Monte Carlo       | Freddy Pedersen      | Toyota Corolla WRC     | 9. miejsce   |
| 1999 | Rajd Katalonii         | Freddy Pedersen      | Toyota Corolla WRC     | nie ukończył |
| 1999 | Rajd Korsyki           | Freddy Pedersen      | Toyota Corolla WRC     | 11. miejsce  |
| 1999 | Rajd San Remo          | Jens Christian Anker | Toyota Corolla WRC     | 11. miejsce  |
| 2000 | Rajd Monte Carlo       | Jens Christian Anker | Toyota Corolla WRC     | nie ukończył |
| 2000 | Rajd Katalonii         | Jens Christian Anker | Toyota Corolla WRC     | 12. miejsce  |
| 2000 | Rajd San Remo          | Jens Christian Anker | Toyota Corolla WRC     | nie ukończył |
| 2001 | Rajd Szwecji           | Jens Christian Anker | Toyota Corolla WRC     | 15. miejsce  |
| 2001 | Rajd Portugalii        | Jens Christian Anker | Toyota Corolla WRC     | nie ukończył |
| 2001 | Rajd Cypru             | Jens Christian Anker | Toyota Corolla WRC     | nie ukończył |
| 2001 | Rajd Grecji            | Jens Christian Anker | Toyota Corolla WRC     | 11. miejsce  |
| 2001 | Rajd San Remo          | Jens Christian Anker | Toyota Corolla WRC     | 15. miejsce  |
| 2001 | Rajd Australii         | Jens Christian Anker | Toyota Corolla WRC     | 14. miejsce  |